# Larry Middleton
Larry Darnell Middleton (Canton, 20 luglio 1965) è un ex cestista, allenatore di pallacanestro e dirigente sportivo statunitense naturalizzato italiano, professionista in Grecia, Italia e Francia.

## Carriera

### Giocatore
All'età di 23 anni, Middleton è stato ingaggiato dai greci dell'Olympiakos.
È arrivato in Italia nell'estate del 1989, quando ha firmato con la Stefanel Trieste guidata in panchina dal montenegrino Bogdan Tanjević. A fine stagione il club triestino ha ritrovato la promozione in Serie A1 dopo quattro anni trascorsi tra seconda e terza serie. Nel capoluogo giuliano, Middleton è rimasto inizialmente per tre anni, conclusi rispettivamente con una media di 18,3, 20,7 e 21,2 punti a partita.

Middleton al Basket Rimini nella stagione 1993-94

Nell'ottobre del 1992 è stato chiamato dal Basket Rimini per sostituire il connazionale J.J. Eubanks, il quale era stato tagliato dalla dirigenza nonostante i 32,5 punti di media. Sul finire di quella stagione, l'8 aprile 1993, Middleton ha realizzato il suo career high in Italia segnando 50 punti nella gara casalinga dei play-out contro la Virtus Roma, frutto di un 11/14 al tiro da due e 6/11 da tre. Malgrado la retrocessione in Serie A2 arrivata a fine campionato, è rimasto a Rimini anche per la stagione 1993-1994. In entrambe le annate riminesi ha chiuso con 26,3 punti di media.
Nel 1994 è ritornato a Trieste, piazza che aveva appena visto partire il patron Stefanel in direzione Milano portandosi dietro anche l'ossatura della squadra. Middleton tuttavia è stato tagliato a inizio stagione, dopo 8 partite giocate. La rimanente parte di stagione l'ha trascorsa in Serie A2 con il Basket Cervia.
Nel 1995-96 ha lasciato temporaneamente l'Italia per militare nel massimo campionato francese con i colori del CSP Limoges, classificatosi secondo in regular season ma eliminato nelle semifinali per il titolo. L'anno seguente è tornato nella Serie A2 italiana con la parentesi a Pozzuoli, in quella che è stata la sua ultima stagione sopra i 20 punti di media (precisamente 21,1 a gara).
Nel 1997, dopo aver ricevuto il passaporto italiano per matrimonio, è tornato a calcare i parquet della massima serie con l'approdo alla Mens Sana Siena. Nei tre anni di permanenza in Toscana ha messo rispettivamente a referto 16,5, 15,1 e 15,3 punti di media.
Middleton si è poi trasferito alla Scavolini Pesaro nel 2000-01, quando insieme alla squadra biancorossa ha raggiunto sia le semifinali scudetto che la finale di Coppa Italia. È rimasto a Pesaro anche per l'anno successivo.
Nel 2002 è diventato il capitano della Scandone Avellino, altra squadra militante nella massima serie. In tre stagioni ha segnato 1401 punti, diventando il miglior marcatore di sempre di Avellino in Serie A, primato superato solo nel 2012 da Marques Green.
A oltre 40 anni di età, ha vissuto la sua ultima stagione tra i professionisti giocando la Legadue 2005-2006 con la maglia di Castelletto Ticino, viaggiando a 7,4 punti di media in 22,9 minuti di utilizzo.
Nel novembre 2009 torna in campo con la maglia della Nuova Virtus Avellino, disputando il torneo di Promozione Campania. Segna 20 punti all'esordio contro l'AICS Basket Caserta e chiude l'annata con oltre 24 punti a partita e la promozione in Serie D.
Dopo un stop di 6 anni, nel gennaio 2017 fa un secondo rientro sul parquet con la maglia dell'ACSI Basket Avellino nel torneo di 1ª Divisione Campania.

### Allenatore
Dopo essersi ritirato nel 2006, ha ricoperto il ruolo di dirigente della Scandone Avellino fino al giugno 2009. Dal settembre 2011 è stato poi impegnato come supervisore della squadra femminile di Avellino ACSI Basket '90, ma nel frattempo ha continuato anche a giocare in Campania a livello amatoriale. Ad Avellino ha fondato la Middleton Basketball School, scuola giovanile dove ha anche svolto l'attività di allenatore e istruttore. Nel gennaio 2014 aveva anche iniziato l'attività di allenatore del Pastena, formazione militante nel locale campionato di Promozione. Dal 7 agosto 2018 è responsabile del settore giovanile del Basket Bellizzi e vice allenatore della prima squadra, impegnata in Serie C Gold. Nell'ottobre 2018 viene nominato assistant coach della Nazionale italiana Under-14.
Nel luglio 2019 è tornato a Rimini per entrare nello staff tecnico di Rinascita Basket Rimini, nuova società al suo secondo anno di vita: qui assume il duplice ruolo di allenatore della squadra Under-16 e di assistente in prima squadra di coach Massimo Bernardi, il quale già era stato suo tecnico tra il 1992 e il 1994 da giocatore ai tempi del Basket Rimini. Al termine della stagione 2021-2022, in cui Middleton è stato assistente del nuovo tecnico Mattia Ferrari, la formazione biancorossa ha centrato la promozione in Serie A2. Viene riconfermato anche per le annate seguenti fino al termine del campionato 2023-2024.